# Bernikla białolica
Bernikla białolica (Branta leucopsis) – gatunek dużego ptaka z podrodziny gęsi (Anserinae) w rodzinie kaczkowatych (Anatidae). Nie jest zagrożony wyginięciem.

## Zasięg występowania
Bernikla białolica zamieszkuje wschodnią Grenlandię, Svalbard, Nową Ziemię, rozrzucone stanowiska w północno-zachodniej Syberii, Skandynawii i rejonie Bałtyku. Na bałtyckich wyspach Olandii i Gotlandii od lat 70. rośnie populacja lęgowa. Zimuje głównie w północnej Wielkiej Brytanii i na wybrzeżach Morza Północnego.
W Polsce pojawia się stosunkowo rzadko na przelotach; bardzo nielicznie zimuje na zachodzie kraju. W latach 2013–2018 liczebność populacji zimującej w Polsce szacowano na 200–500 osobników.

## Systematyka
Gatunek ten zgodnie z zasadami nazewnictwa binominalnego opisał Johann Matthäus Bechstein w 1803 roku. Autor nadał mu nazwę Anas leucopsis, a jako miejsce typowe wskazał Niemcy. Obecnie gatunek zaliczany jest do rodzaju Branta. Nie wyróżnia się podgatunków.

## Morfologia

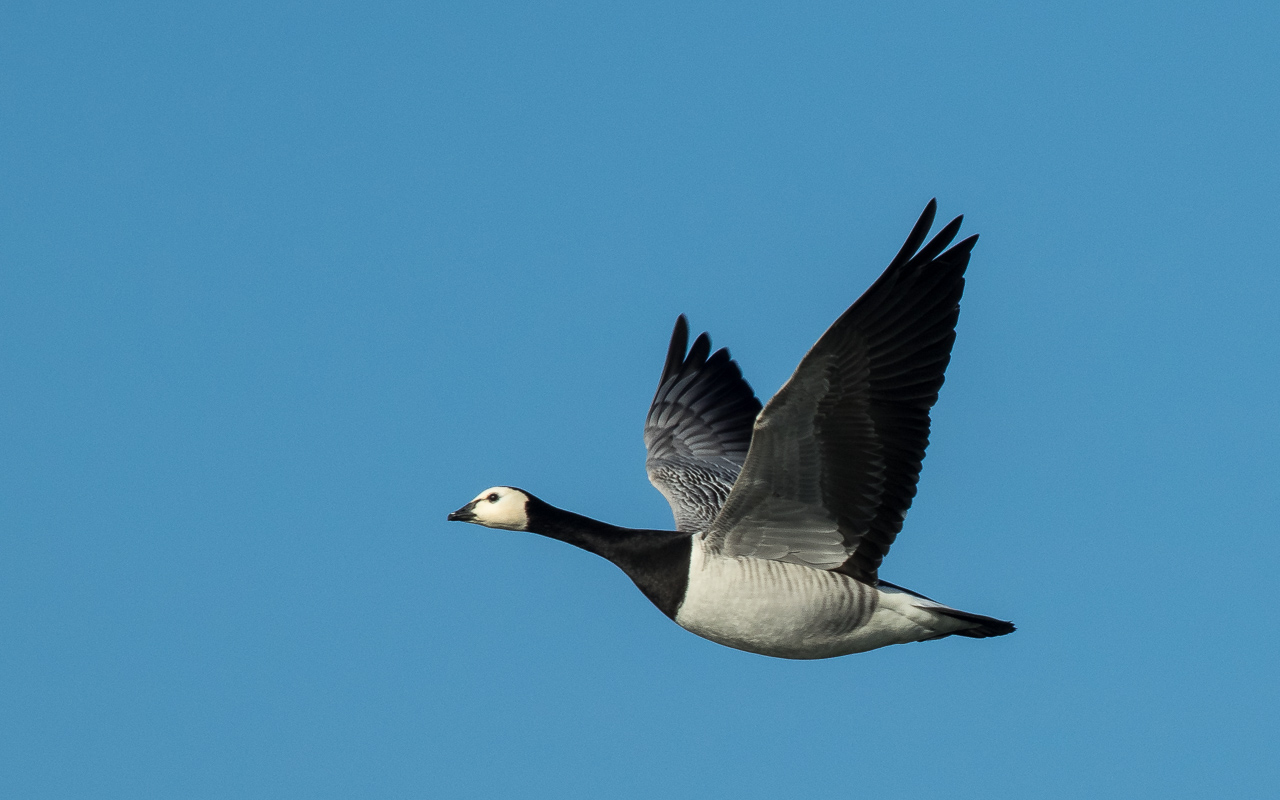
Bernikla białolica w locie

Długość ciała 58–71 cm, rozpiętość skrzydeł 132–145 cm; masa ciała 1290–2400 g, przy czym samice najczęściej w przedziale 1300–1900 g, natomiast samce 1500–2200 g.
Gęś średniej wielkości, między płciami nie ma różnic w wielkości i ubarwieniu. Potylica, szyja i pierś czarne. Spód ciała biały, wierzch szaroniebieski z poprzecznymi prążkami. Głowa poza potylicą biała (co ją wyróżnia od innych gęsi), dziób i łapy czarne. Młodociane są pokryte szarobrązowym nalotem, a ich białe policzki mają brunatny odcień od brunatnych piór rozsianych wśród białych. Takie upierzenie utrzymuje się przez dwa lata. W locie widać biały, czarno zakończony ogon i ciemny spód skrzydeł. Lotki na końcach brązowe lub brązowawe u dorosłych, a z białym paskiem u młodych.

## Ekologia i zachowanie

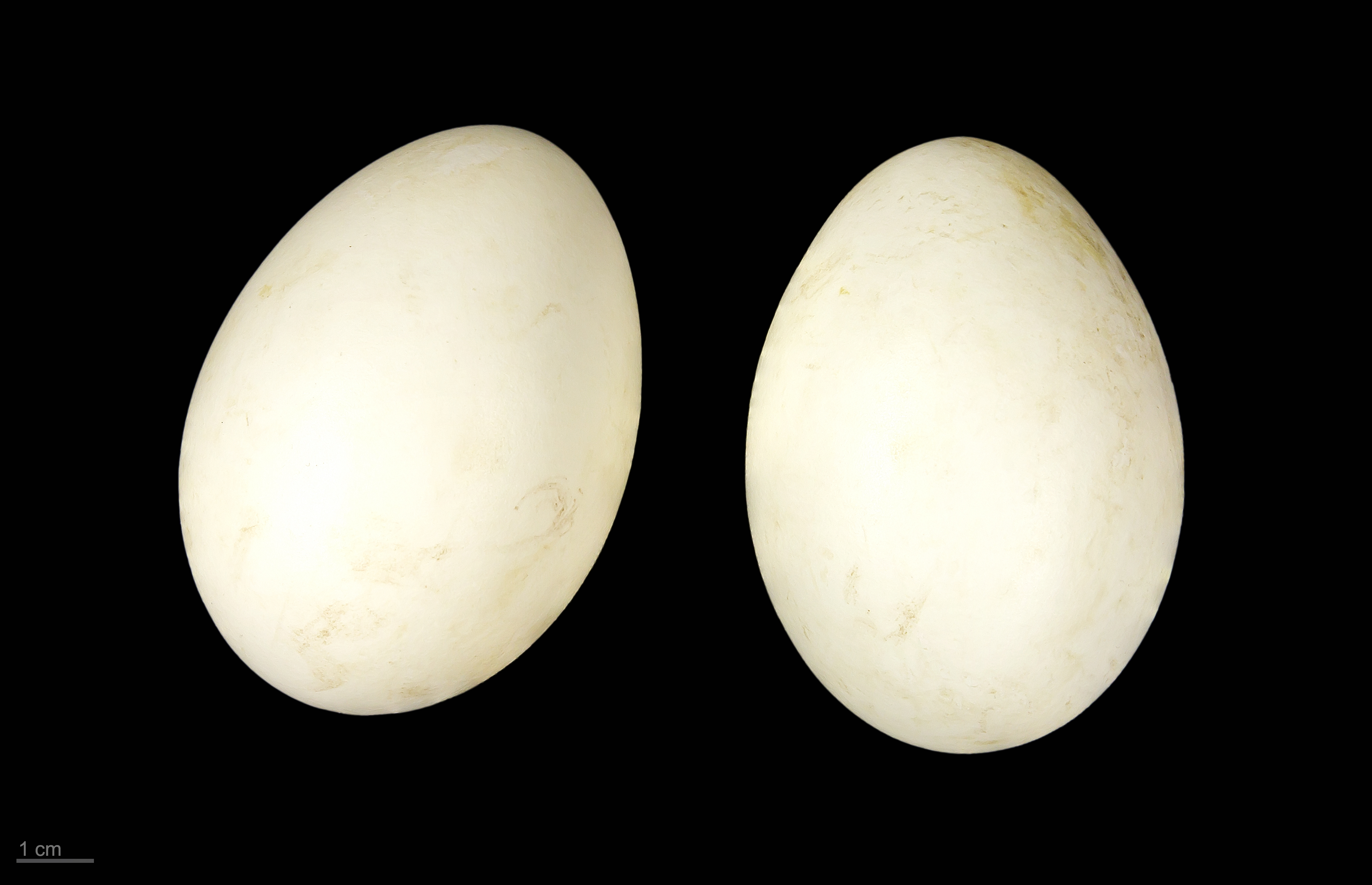
Jaja z kolekcji muzealnej

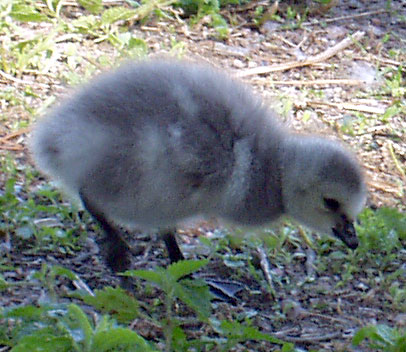
Pisklę bernikli białolicej

BiotopSkaliste obszary tundry w pobliżu morskiego wybrzeża, jeziora, rzeki lub wyspy na jeziorze. Zimuje na położonych w pobliżu morza łąkach i polach.
GłosPowtarzalne „gwak gwak” przypominające szczekanie.
GniazdoNa skalistym pagórku, w pobliżu morskiego brzegu. Jako ptak towarzyski tworzy kolonie różnej wielkości, zwykle z innymi ptakami morskimi. Gniazdo umieszczone jest zazwyczaj na wzniesieniu, nawet do kilkudziesięciu metrów nad poziomem terenu. Jest to zagłębienie w ziemi otoczone kamieniami, a wypełnione obficie puchem, mchem, porostami i trawą. Od gniazd innych gęsi odróżniają je wały zbudowane z odchodów. Wynika to z tego, że samica ani na chwilę nie opuszcza swojego gniazda, bo szybko byłoby splądrowane przez mewy i wydrzyki.
JajaW ciągu roku wyprowadza jeden lęg, składając 2 do 9 (zazwyczaj 4 do 5) białych lub żółtawych jaj. Jaja mają średnio wymiary 76 × 50 mm i ważą 107 g.
Wysiadywanie i dorastanieJaja wysiadywane są przez okres 24–26 dni przez samicę, podczas gdy samiec broni gniazda i trzyma się w pobliżu. Jest to trudny okres dla przyszłych rodziców, są bardzo wychudzeni, bo niewiele jedzą. Pisklęta opuszczają gniazdo po wykluciu; po obeschnięciu wyskakują z gniazda i zmierzają ku wodzie, w przypadku, gdy gniazdo jest na skałach. Czasem jednak gąsięta wynoszone są przez rodziców w dziobach lub na plecach. Usamodzielniają się po 40–45 dniach. Uczą się latać po 7. tygodniu życia. Odlatują na zimowisko pod koniec sierpnia i na początku września, skąd powracają dopiero w maju.
PożywienieTam, gdzie gniazduje, spożywa tylko pokarm roślinny, ale na zimowisku bernikla żywi się również mięczakami i skorupiakami morskimi.

## Status i ochrona
W Czerwonej księdze gatunków zagrożonych Międzynarodowej Unii Ochrony Przyrody bernikla białolica jest klasyfikowana jako gatunek najmniejszej troski (LC – Least Concern) nieprzerwanie od 1988 roku. W 2015 roku liczebność światowej populacji, według szacunków organizacji Wetlands International, wynosiła około 880 tysięcy osobników. Globalny trend liczebności populacji uznawany jest za wzrostowy.
Na terenie Polski gatunek ten jest objęty ścisłą ochroną gatunkową.